# Valchérie
Le Valchérie est une rivière française du département de la Loire, affluent de l'Ondaine, et donc sous-affluent de la Loire.

## Géographie
La longueur de son cours d'eau est de 10,7 km.
Le Valchérie traverse les communes de Saint-Romain-les-Atheux et du Chambon-Feugerolles.